# Die Spieler (1984)
Die Spieler (Originaltitel Tricheurs) ist ein 1984 erschienener Spielfilm von Barbet Schroeder in dem es um den manisch besessenen Spieler Elric geht, der vom ultimativen Gewinn träumt.

## Handlung
Elric, der auf Madeira von seinen unregelmäßigen Gewinnen beim Roulette lebt, wird von Suzie, einer anderen Spielerin, angezogen, erliegt jedoch der Überredung von Jorg, einem dritten Spieler, der ein Betrugssystem entwickelt hat. Er verlässt Suzie und begibt sich mit Jörg auf eine weltweite Tour. Ihre Methode besteht darin, in einem Casino zu spielen und nach einem schnellen Coup schnell weiterzureisen. In einem italienischen Casino sieht er Suzie und die beiden beginnen eine Romanze.
Das Paar verlässt Jorg und kehrt mit einem von Elric entwickelten System nach Madeira zurück. Ein Croupier wird bestochen, einen funkgesteuerten Ball zu benutzen, den Suzie über einen Sender in einer Zigarettenschachtel bedient. In der ersten Nacht, in der sie es versuchen, gewinnt Elric dreimal in Folge und verliert den Kopf. Zutiefst verärgert über seine Dummheit sagt Suzie, dass sie nur weitermachen wird, wenn sie die Chips setzen darf und er den Sender bedient. Nach einem weiteren großen Coup fliegt Elric sofort mit einem Koffer voller Gewinne nach Frankreich und Suzie folgt später. Sie treffen sich auf einem Schloss, das er gekauft hat und auf dem sein Vater früher Angestellter war.

## Rezeption
In der New York Times nannte Vincent Canby es „ein längst überfälliges Vergnügen“ und „eine weitere unterhaltsame, seltsam elegante Geschichte über Menschen, die sich zu schnell bewegen und zu intensiv leben, entlang der schmalen Linie, die Hochstimmung von Verzweiflung trennt“. Die Los Angeles Times schrieb, es sei „eine existenzielle Liebesgeschichte, die auch den Verlust von Ehre und Bedeutung im zeitgenössischen Leben beklagt“.
Das Lexikon des internationalen Films sieht eine „[a]uf dem Papier […] interessante Studie, die in der filmischen Umsetzung langatmig und zerfahren wirkt.“